# Aeroportul Cotswold
Aeroportul Cotswold (IATA: GBA, ICAO: EGBP) este un aeroport din Gloucestershire, South West England, Anglia, Regatul Unit.
Situat la o altitudine de 133 m, aeroportul dispune de 2 piste. Este operat de Royal Air Force.

## Infrastructură

### Piste
Aeroportul dispune de 2 piste. Pista 08/26 are suprafața de asfalt și dimensiunile 1.973 m × 45 m. Pista 08/26 are suprafața de Iarbă și dimensiunile 561 m × 18 m. 